# Windows Central
Windows Central是由Mobile Nations創建的科技網站。  它報導、介紹並評論有關於：微軟、Microsoft Windows、Microsoft Cortana等主題。

## 方式
Windows Central擁有自己的撰稿者，也會轉載其他科技網站的報導。
它會在其網站、App、社交網站放上報導。

## 名稱歷史
原名Wmexperts (WM為Windows Mobile縮寫)，Windows Phone後更名Wpcentral  (WP為Windows Phone縮寫)，自Windows 10後更名Windows Central。

## 參閱
- Microsoft Windows